# Червоне (Кальміуський район)
Черво́не — село Докучаєвської міської громади Кальміуського району Донецької області, Україна.

## Загальні відомості
Відстань до райцентру становить близько 47 км і проходить автошляхом місцевого значення. Землі села межують із територією Старобешівського району Донецької області.
Із серпня 2014 р. перебуває на території, яка тимчасово окупована російськими терористичними військами.

## Населення

### Мова
Розподіл населення за рідною мовою за даними перепису 2001 року:
| Мова            | Кількість | Відсоток |
| --------------- | --------- | -------- |
| українська      | 74        | 77.89%   |
| російська       | 19        | 20.00%   |
| інші/не вказали | 2         | 2.11%    |
| Усього          | 625       | 100%     |

За даними перепису 2001 року населення села становило 95 осіб, із них 77,89 % зазначили рідною мову українську та 20 % — російську.